# Mozilla VPN
O Mozilla VPN é uma extensão de navegador da Web de código aberto, aplicativo de desktop e aplicativo móvel desenvolvido pela Mozilla. Ele foi lançado em versão beta como Firefox Private Network em 10 de setembro de 2019, e lançado oficialmente em 15 de julho de 2020 como Mozilla VPN.

## Funcionalidade
O Mozilla VPN é uma rede virtual privada (VPN) que mascara o endereço IP do usuário, oculta os dados de localização dos sites acessados pelo usuário e criptografa todas as atividades da rede. Uma versão gratuita para uso limitado por mês está disponível como uma extensão do navegador Firefox, e uma versão paga para todas as atividades do dispositivo nos sistemas operacionais móveis iOS e Android e nos sistemas operacionais de desktop Microsoft Windows, macOS e Linux. A versão paga do Private Network usa o serviço sueco Mullvad VPN, que usa o padrão WireGuard VPN, enquanto a versão gratuita usa o serviço Cloudflare, sediado nos EUA. Ele também apresenta servidores DNS personalizados e Multi-hop.